# Christian Berthelsen
Christian „Christiaannguaq“ Tobias Jakob Berthelsen (7. října 1916, Nuuk – 23. dubna 2015, Nuuk) byl grónský učitel, školní inspektor, ředitel školy, spisovatel a překladatel.

## Životopis
Christian Berthelsen byl synem Johana Jørgena Josefa Berthelsena (1883–1958) a jeho manželky Karen Bodil Abegael Lynge (1882–1950). Jeho otec byl vnukem Rasmuse Berthelsena (1827–1901). Jeho matka byla sestrou Nielse Lyngeho (1880–1965).
Christian Berthelsen navštěvoval školu v Kangequ a Qoornoqu, později kvůli otcově práci Efterskole v Qaqortoqu, a v roce 1936 absolvoval katechetickou přípravu v Grónském semináři, po níž jako jeden z prvních Gróňanů navštěvoval učitelský seminář v Jonstrupu, který absolvoval v roce 1941. Do roku 1945 pokračoval ve studiu na Danmarks Lærerhøjskole a na Mezinárodní vysoké škole v Helsingøru. Poté se stal ředitelem Efterskole v Qaqortoqu a školním poradcem pro Jižní Grónsko. V roce 1947 se stal učitelem v Qullissatu a o rok později školním poradcem pro Severní Grónsko, přičemž současně učil v Efterskole v Aasiaatu. V roce 1955 se stal školním inspektorem v Nuuku a o rok později poradcem pro informace v Grónské kulturní radě. V roce 1960 byl jmenován ředitelem škol pro celé Grónsko a v roce 1972 odešel do důchodu. V letech 1977 až 1986 vyučoval grónský jazyk na Kodaňské univerzitě.
V letech 1962 až 1972 byl členem vlády Knuda Rasmussenipa Højskolia a v letech 1963–1971 členem Grónského národního muzea. V letech 1957 až 1971 byl členem vedení Grónského nakladatelství, do roku 1963 zastával i funkci předsedy. V letech 1953–1971 byl členem Grónské jazykové a pravopisné komise, od roku 1967 také jejím předsedou. V letech 1956-1971 působil také jako laický soudce v Grónské zemské radě. V letech 1976 až 1985 byl předsedou organizace Det Grønlandske Selskab a v letech 1975–1984 předsedou Výboru pro názvy míst. V letech 1976 až 1985 byl administrativním členem Arktického institutu.
Christian Berthelsen byl činný jako autor knih a článků o školních předmětech a literatuře v Grónsku. Přeložil také řadu knih, včetně Starého a Nového zákona. Zemřel v roce 2015 ve svém rodném městě Nuuk ve věku 98 let, čímž se stal jedním z nejstarších Gróňanů vůbec.

## Rodina
Christian Berthelsen se 27. června 1945 oženil s Vibeke Kajou Wulff-Hansenovou (1919–?), dcerou architekta Poula Wulff-Hansena (1885–1956) a jeho manželky Marie Louise Nielsenové (1893–1976). Z manželství se narodily děti Lone (*1946), Finn (*1949) a Hannah (*1958).

## Ocenění
- 1964: Rytíř řádu Dannebrog
- 1977: Rytíř 1. stupně řádu Dannebrog[5]
- 1985: medaile Rink
- 1990: Nersornaat ve stříbře[6]
- 1990: Cena za grónskou kulturu
- 2002: Nersornaat ve zlatě
- 2002: Kulturní cena Nadace grónských vánočních známek
- 2009: Čestná cena Grónského svazu autorů
- 2014: Čestný doktorát na Grónské univerzitě